# HMG-CoA-reduktas

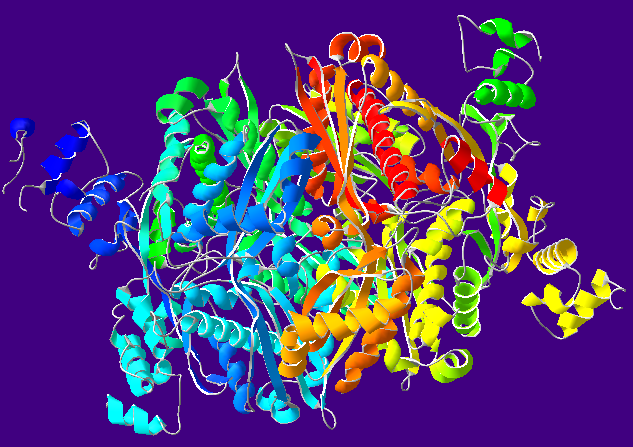
HMG-CoA-reduktas

HMG-CoA-reduktas är ett enzym som katalyserar reaktionen mellan HMG-CoA och mevalonsyra i nysyntesen av kolesterol. Reaktionen som HMG-CoA-reduktas katalyserar är det hastighetsbestämmande steget i nysyntesen av kolesterol. Läkemedelsgruppen statiner hämmar aktiviteten hos HMG-CoA-reduktas och således minskar den kroppsegna syntesen av kolesterol, vilket gör att nivån kolesterol i blodet minskar.